# 宜蘭設縣紀念碑
宜蘭縣設縣紀念碑是位於台灣宜蘭縣宜蘭市的一座紀念碑。1950年，台灣進行行政區劃調整，宜蘭縣即成立於這次調整之中。宜蘭縣成立於1950年10月10日。1960年10月10日，為紀念宜蘭縣設縣10週年，時任縣長林才添設立紀念碑，即為宜蘭縣設縣紀念碑。宜蘭縣設縣紀念碑為花崗岩雕刻製作，其南北兩面均刻有文字。北面刻有「宜蘭設縣紀念碑」七個字及碑文，南面刻有「自治丕基」四字。

## 外部連結
- 宜蘭縣設縣紀念碑——文化部文化資產局（页面存档备份，存于）